# سعد الله خان (سلطنة مغول الهند)
سعد الله خان (ق. 1591 – نيسان 1656 م) كان الصدر الأعظم والوكيل المطلق لسلطنة مغول الهند في عهد شاه جهان الأول.

## السيرة
وُلِد سعد الله خان في شينيوت، في لاهور صباح، لعائلة بنجابية من قبيلة تهايم من الجات في عام 1591. قُدم سعد الله خان إلى البلاط المغولي في كانون الأول 1641 ن من صدر موسوي، وحُدد مخصص له وأُعطي رداءً وحصانًا. وبعد فترة وجيزة عُين في منصب (الأرض المكررة) للسلطنة ومُنح رتبة 1000 ذات و200 سوار، وبعد خدمته لفترة قصيرة في هذا المنصب المرموق، حصل على منصب داروغا دولة خانا خاص، وكُوفئ بلقب "خان". في عام 1643 تمت زيادة رتبته إلى 1500 ذات و 300 سوار لخدمته الممتازة، وتم إهداؤه فيلًا من الإسطبل الملكي. في نفس العام عُين مير سامان للسلطنة، وهو منصب وزير ذي أهمية كبيرة، ويأتي في المرتبة الثانية بعد الوزير/الصدر الأكبر (رئيس الوزراء بالتعبير الحالي).  في عام 1645، مُنح لقب العلامة سعد الله، وهو منصب ديوان الخالصة، كما كُلِّف بإعداد الأوامر الملكية، وعمل في هذا المنصب لمدة 46 يومًا قبل تعيينه الصدر الأعظم للسلطنة (الوزير)، وبلغت مناصبه 5000 ذات و1500 سوار. وقد أهداه الإمبراطور رداء الشرف (عادة إسلامية قديمة تُسمى بالخلعة) وسيفًا مُرصعًا بالجواهر. ظل سعد الله خان الصدر الأعظم حتى وفاته في عام 1656.

### رئيس وزراء سلطنة مغول الهند

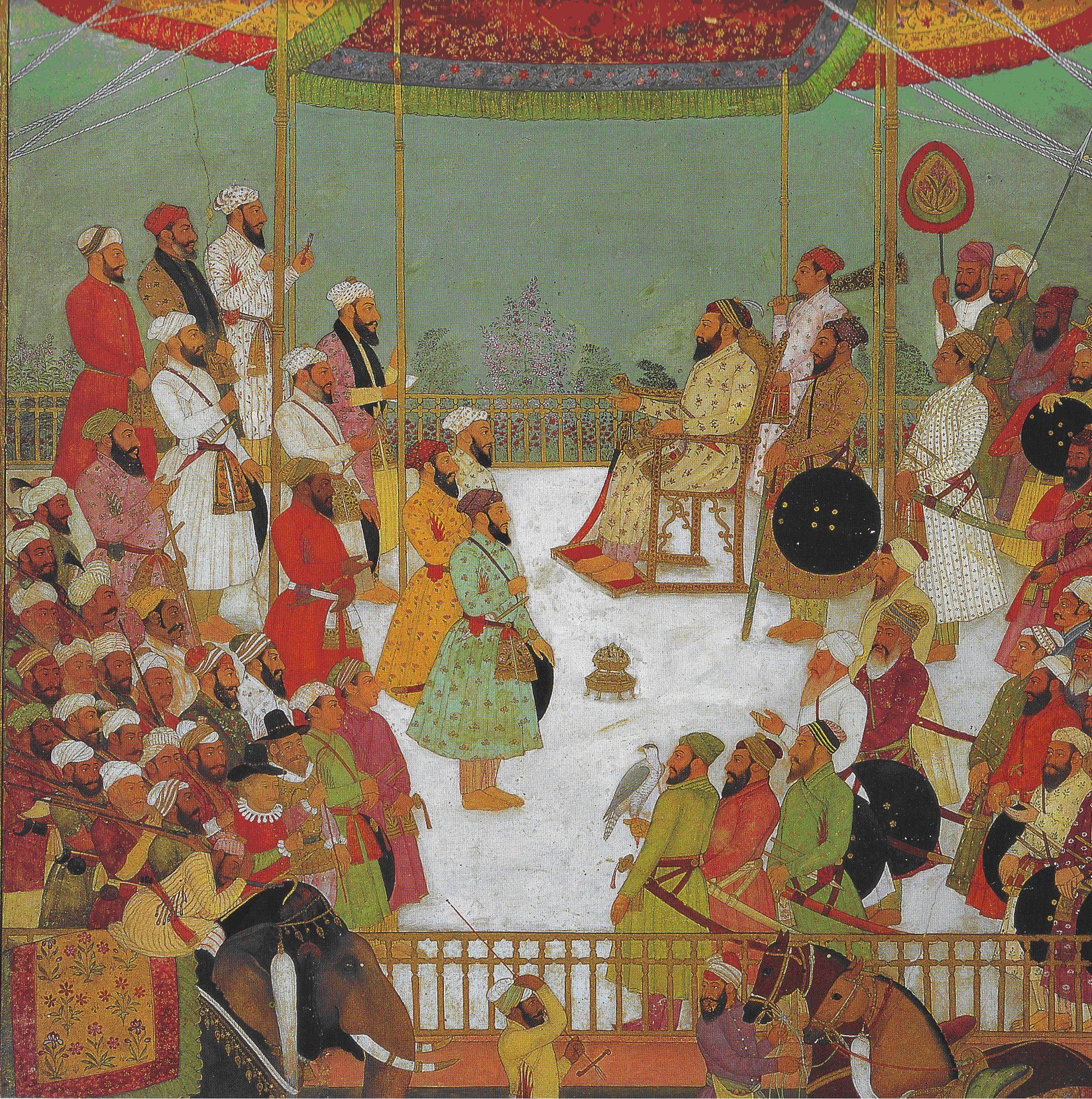
سعد الله خان يلتقي بمسؤوليه حوالي عام 1655

في عام 1645، أجبر شاه جهان رئيس الوزراء الحالي إسلام خان الثاني على ترك منصبه وتولي منصب حاكم منطقة الدكن. بحلول هذا الوقت، أصبح سعد الله خان يحظى بالاحترام على نطاق واسع لذكائه وموهبته، مما مكنه من الصعود في الإدارة المغولية على الرغم من افتقاره إلى الروابط السياسية أو العائلية. تم تعيينه رئيسًا جديدًا للوزراء.
بعد مرور عام على تعيينه، تولى سعد الله خان التعامل مع القضايا الإدارية المتعلقة بحملات شاه جهان في بلخ وبدخشان. تم إرسال سعد الله خان إلى بلخ لإدارة البلاد وإجراء تسويات الإيرادات. وتم إعفاء الأمير مراد بخش من قيادته بينما لم يستغرق الوزير سعد الله سوى 22 يومًا لتسوية الشؤون الإدارية والعودة إلى كابل. وقد تم مكافأته لاحقًا بخيلة وزيادة قدرها 1000 في منصبه لإدارة الموقف بكفاءة وإنقاذ المغول من كارثة في منطقة بلخ.

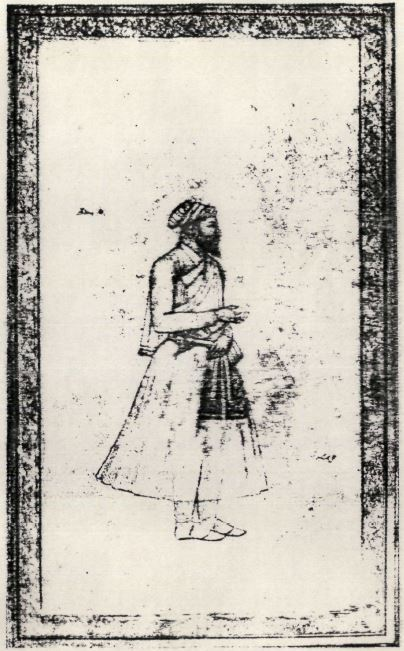
لوحة مصغرة لسعد الله خان

في عام 1654، أمره شاه جهان بمحاصرة حصن شيتور في ميوار ، ردًا على استفزازات راج سينغ الأول. كان يُعتبر من بين أقوى أربعة نبلاء مغول خلال حكم شاه جهان. كان يمتلك 7000 ذات و 7000 سُوار تحت قيادته، وهو أعلى رقم يمتلكه أي شخص غير ملكي.

## السجلات الأوروبية
إن الروايات المباشرة التي كتبها المسافرون الأوروبيون الذين زاروا البلاط المغولي مليئة بالثناء على الوزير الشهير. يصف الرحالة الإيطالي نيكولاس مانوتشي سعد الله خان بأنه "رجل يحظى باحترام الملك والمحكمة بأكملها"، كما يروي أحداث تمرد بونديلا راجبوت الذي تم إخمادها بنجاح بفضل دهاء الوزير. لاحظ فرانسوا بيرنر ، وهو طبيب ورحالة فرنسي، أن المغول اعتبروا سعد الله خان رجل الدولة الأكثر إنجازًا في كل آسيا، وقد تم ذكر قربه من الإمبراطور شاه جهان في العمل "رحلات في إمبراطورية المغول". اتهم المبعوث الهولندي جوان تاك الصدر الأعظم بأنه يكن عداءً متأصلًا للأوروبيين، مستشهدًا بشكل خاص بدوره في طرد البرتغاليين من البنغال؛ ووضّح قُربه إلى العالم الإسلامي، وخاصةً الإيراني على الرغم من حروب الطرفين على آسيا الوسطى. ووصف سعد الله خان بأنه "عدو وراثي للمسيحيين" وصوره كرمز للاستبداد المغولي. في هذا التصوير، تم تصوير سعد الله خان باعتباره الحاكم الفعلي للإمبراطورية، الذي يمارس سيطرة شبه استبدادية على آلياتها السياسية، ويرمز إلى السلطة المركزية للدولة المغولية.

## العائلة
كان لطف الله خان، الابن الأكبر لسعد الله خان، وزيرًا إمبراطوريًا مغوليًا وحاكمًا إقليميًا وقائدًا عسكريًا بارزًا لأورنجزيب علمجير. كان أحد أبنائه، حفظ الله خان أحد النبلاء البارزين وحاكم السند وكشمير في عهد أورنجزيب. سعد الله خان هو الجد من جهة الأم لنظام الملك، أول نظام ومؤسس ولاية حيدر أباد. والدة نظام، صفية خانوم، كانت ابنة سعد الله خان. وكان أيضًا الجد من جهة الأب لنواب بيجابور، متاسيل خان والنظام الثالث، مظفر جونغ.

## الوفاة
شغل سعد الله خان منصب رئيس الوزراء حتى وفاته في نيسان 1656. وقد حزن عليه كثيرون في البلاط المغولي والإدارة، وكذلك السلطان شاه جهان نفسه، الذي أصدر تأبينًا عامًا يعلن وفاته.
بعد تعيين هداية الله خان الكشميري وزيرًا في عهد بهادر شاه الأول، طلب لقب سعد الله خان الذي كان لقب الوزير الأكثر شهرة في عهد شاه جهان. أجاب الإمبراطور: "ليس من السهل أن يكون المرء سعد الله خان، فليُعرف باسم سعيد الله خان". ومع ذلك، كان يُعرف شعبيًا باسم سعد الله خان.

## الإرث
وقد ذكر الشاعر المعاصر لسعد الله ميتا جنابي في كتابه "تحفة البنجاب" أن إنجازات سعد الله خان كانت مصدر شرف للبنجاب. وقد وصفه ابن حسن بأنه أفضل الصدر الأعظم المغول. قام سعد الله خان بتكليف مسجد شاهي في مسقط رأسه شينيوت.

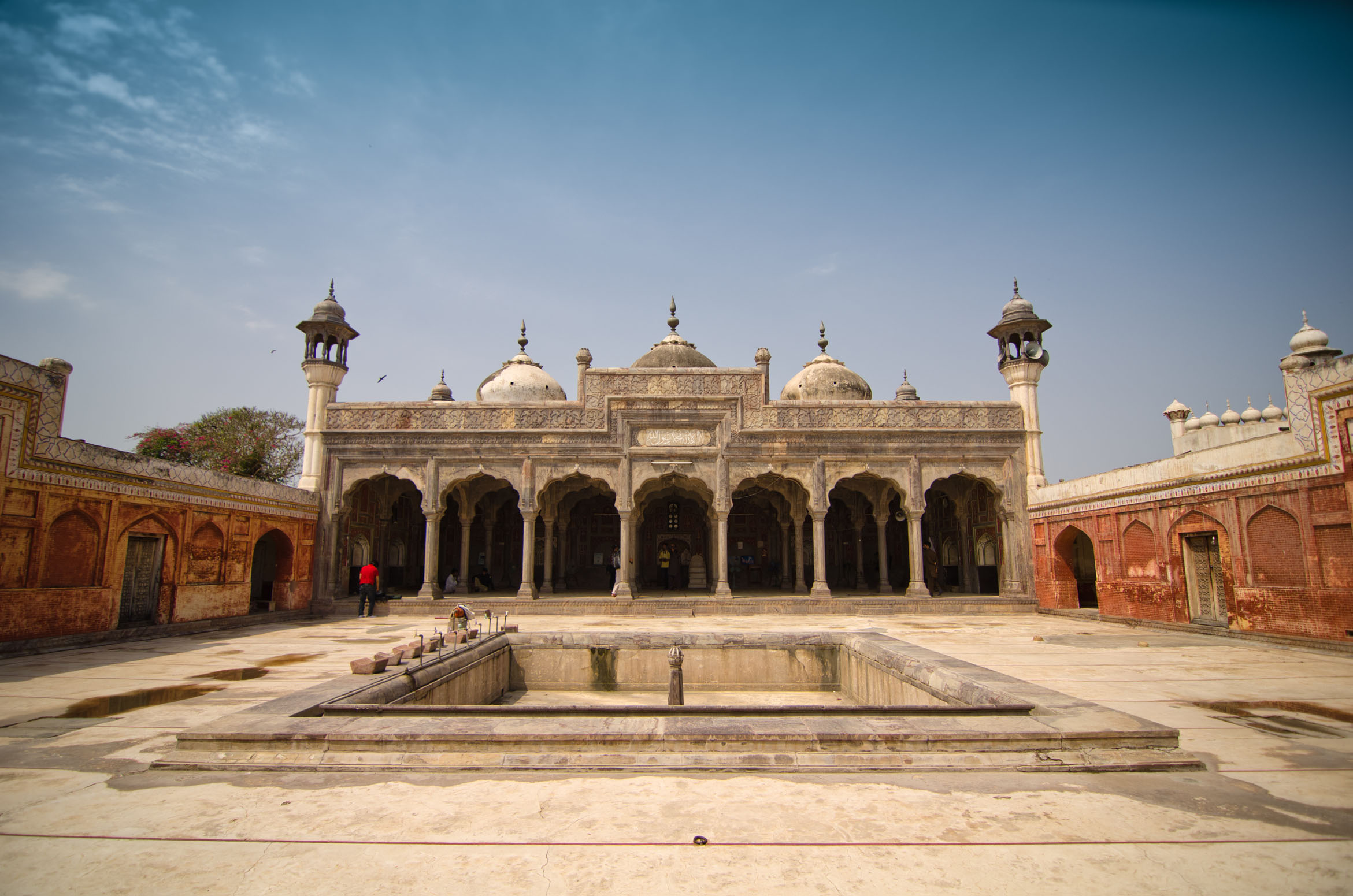
واجهة مسجد شاهي، شينيوت
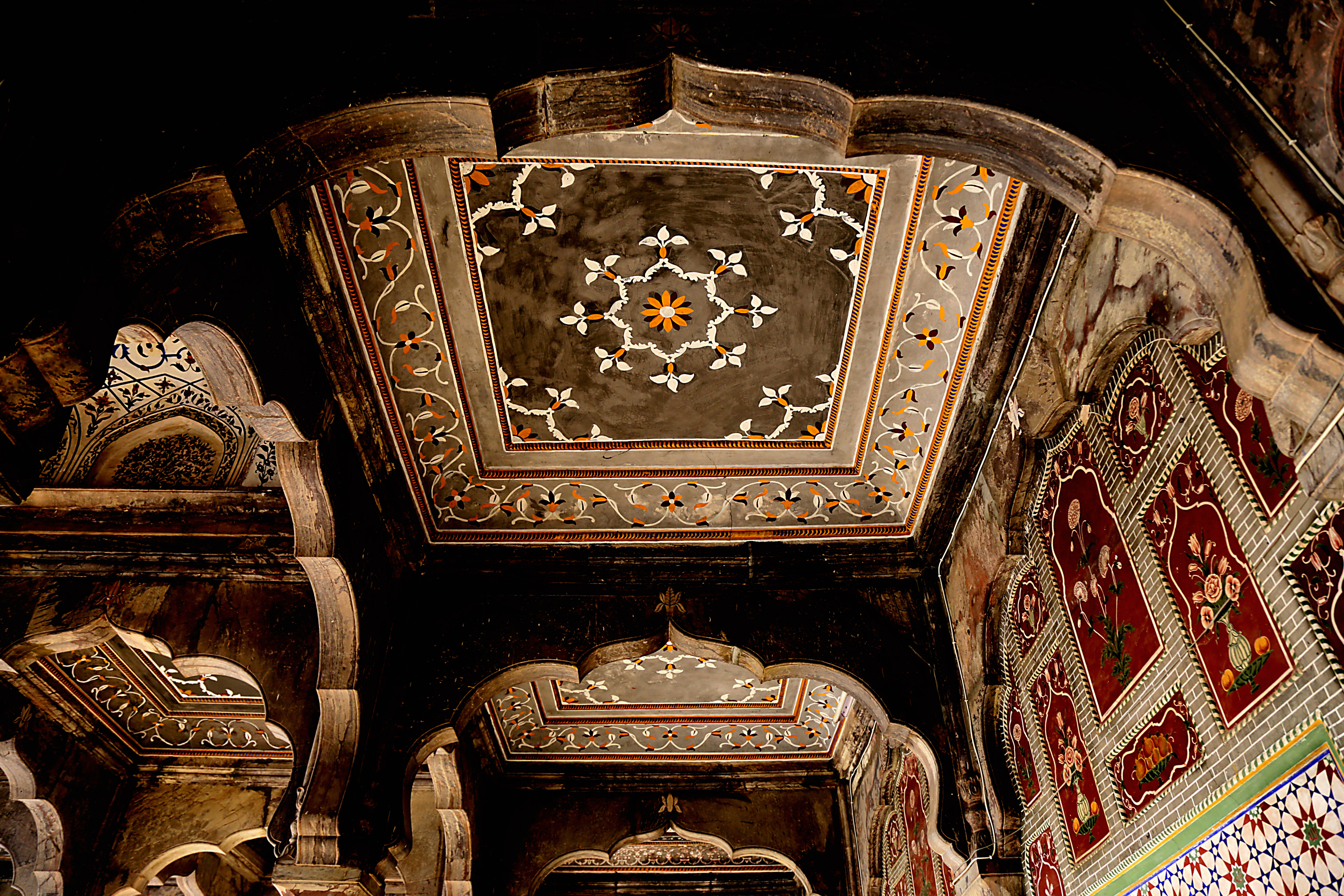
الجزء الداخلي من مسجد شاهي في شينيوت